# خوسيه ريكاردو رامبو
خوسيه ريكاردو رامبو (بالبرتغالية: José Ricardo Rambo‏) هو لاعب كرة قدم ومدرب كرة قدم برازيلي في مركز الدفاع، ولد في 17 أغسطس 1971 في بورتو أليغري في البرازيل. لعب مع نادي جنوب الصين ونادي سون هي.

## وصلات خارجية
- خوسيه ريكاردو رامبو على موقع قاعدة بيانات كرة القدم.إي يو (الإنجليزية)